# Oberonia seranica
Oberonia seranica är en orkidéart som beskrevs av Johannes Jacobus Smith. Oberonia seranica ingår i släktet Oberonia och familjen orkidéer. Inga underarter finns listade i Catalogue of Life.